# 草原水库
草原水库是中国内蒙古自治区赤峰市巴林右旗境内的一座水库，位于敖尔盖河上，建于1976年。水库正常库容为1040万立方米，集雨面积为998平方千米，海拔为52.2米。